# 맞비차
| 9  | 8  | 7  | 6  | 5  | 4  | 3  | 2  | 1  |    |
|    |    |    |    |    |    |    |    |    | 一 |
|    |    |    |    |    |    |    |    |    | 二 |
|    |    |    |    |    |    |    |    |    | 三 |
|    |    |    |    |    |    |    |    |    | 四 |
|    |    |    |    |    |    |    |    |    | 五 |
|    |    | 歩 | 歩 |    |    |    |    | 歩 | 六 |
| 歩 | 歩 | 角 | 銀 | 歩 | 歩 | 歩 | 歩 |    | 七 |
|    | 飛 | 金 |    |    |    | 銀 | 玉 |    | 八 |
| 香 | 桂 |    |    |    | 金 |    | 桂 | 香 | 九 |

맞비차(向かい飛車、むかいびしゃ、영어: Opposing Rook)은 쇼기의 몰이비차 전법의 일종이다. 선수라면 비차를 八줄에, 후수라면 비차를 2줄에 몬다.

## 개요
상대가 비차를 둘 곳을 역습하는 것이 이 전법의 요점이다. 삼간비차나 사간비차에서 본따 '이간비차(二間飛車)'로 될 수 있으나, 대항형으로 상대의 비차와 맞서고(向き合って) 있기에 맞비차(向かい飛車)라고 불리는 것이 일반적이다. 서로몰이비차로 된 경우의 비차는 맞서지 않으나, 해당 경우도 맞비차라고 한다.

## 대항형에서의 맞비차
대항형에서의 맞비차는 서로의 비차가 맞서기에 비차의 스누키를 주의해야 한다. 울타리는 미노 울타리가 주요지만, 상황에 따라서는 울타리를 하지 않고 전투에 들어가는 경우도 있다. 또 미노 울타리로 해도 좌금은 울타리에 사용하지 않고 그림과 같이 좌익에서 공격의 말로 사용하는 경우가 많다. 이는 앉은비차 측에서 틈이 생겼을 때에 비차 교환을 재촉하게끔 두기 위한 것으로, 이 때 비차를 두는 틈을 없애는 의미가 있다. 일반 몰이비차와는 다르게 각길을 막는 맞비차에서도 앉은비차굴곰과 호각 이상으로 싸우는 것을 할 수 있다.
최근에는 각길을 막지 않고 두는 전법이나 더 전진시켜 스스로 각 교환을 도전하는 전법도 있다.

### 맞비차의 종류
사카타류 맞비차(阪田流向かい飛車)
사카타 산키치(坂田三吉)가 사용한 힘쇼기형. 비차를 둘 곳을 금으로 막는 것이 특징이다.
오노류 맞비차(大野流向かい飛車)
오노 겐이치(大野源一)가 사용한 선수의 전법. 후수를 각 교환으로 유도하고 마를 만들게 하는 것이 특징이다. 각 교환을 할 수 없을 때는 5열 자리잡기 중비차로 합류한다.
마스다류 맞비차(升田流向かい飛車)
마스다 고소(升田幸三)가 사용한 각길을 연 채로 전형을 짜는 전법.
메리켄 맞비차(メリケン向かい飛車)
아마추어 강호인 요코야마 고보(横山公望)가 고안한 전법. 7줄의 보를 7五까지 전진시키는 것이 특징. 시마 아키라(島朗)의 저서 『시마 노트(島ノート)』에서 등장한다.
다이렉트 맞비차(ダイレクト向かい飛車)
각 교환을 하고 맞비차로 하는 전법. 각교환 사간비차와는 다르게 처음에 4줄에 몰지 않는다. 사토 야스미쓰(佐藤康光)가 처음으로 두었다.
귀신죽이기 맞비차(鬼殺し向かい飛車)
각길을 연 채로 맞비차를 해 전형을 짜는 전법. 상대로부터 각 교환이 되면 귀신죽이기와 비슷한 변화로 된다. 시마 아키라의 저서 『시마 노트』에서 등장한다.
나나카와류 맞비차(菜々河流向かい飛車)
각길을 연 채로 맞비차를 하지만 각을 △4四각형(▲6六각형)으로 한다.

## 서로몰이비차에서의 맞비차
예전에 비해 메이저로 된 서로몰이비차에서는 각 교환에 강한 맞비차를 두는 경우도 많다. 특히 선수 측에서는 맞비차로 해 옥을 망루로 울타리를 하는 것이 정통적인 두는 법으로 인식됐다. 그 우수함으로 한 시기는 서로맞비차가 서로몰이비차의 주류로 되었으나 요즘은 천일수 문제로 채용 예는 적어지고 있다. 더욱이 망루로 짠 상대에게는 사간비차 정도의 공격력을 발휘할 수 없다는 말이 나오지만, 서로몰이비차에서 처음부터 사간비차로 모는 것은 득책이 없고(미노 등의 망루 이외의 울타리로 돼버린다), 맞비차에서 사간비차로 다시 모는 경우도 있다.

## 출전
1. ↑  Tomohide, Kawasaki (2013). 《HIDETCHI Japanese-English SHOGI Dictionary》. Nekomado. 95쪽. ISBN 9784905225089.